# Kruitmolen nr. 8
Kruitmolen nr. 8 was een naamloze kruitmolen die zich bevond nabij de huidige Loevenhoutsedijk te Utrecht. De aandrijving geschiedde met een rosmolen.

## Geschiedenis
Utrecht is een belangrijk centrum van de buskruitfabricage geweest. Berichten omtrent kruitfabricage aldaar gaan terug tot 1428. De stad kende meerdere kruitmolens.
Kruitmolen nr. 8 werd in 1622 opgericht door Steven van der Hagen. In 1625 kocht buskruitmaker Johan van Hoorn het bedrijf, dat eeuwenlang in handen van deze familie zou blijven. Er volgden tal van uitbreidingen: een kruitstoof, een zwavelsmelterij, een houtskoolbranderij, een harphuis (een soort zeefinrichting), een koolhuis en een zwavelraffinaderij werden gebouwd, alsmede woningen voor knechts en opzichters. In 1707 werd ook kruitmolen De Oude Molen gekocht. In de loop van de geschiedenis zijn er diverse ongevallen geweest.
In 1807 bestonden er in Nederland nog 12 kruitmolens. Ze droegen behalve een naam, ook een nummer. In 1814 waren er nog 8 kruitmolens over, namelijk de molens 1 t/m 4, en de molens 6 t/m 9. Toen een aantal kruitmolens, en ook Kruitmolen nr. 8, in 1843 samengingen in De Vereenigde Buskruidfabrikatie, voorganger van Muiden Chemie, werd het bedrijf stopgezet en werden de gebouwen gesloopt.

## Externe bron
- Molendatabase